# Дом Общества политкаторжан (Новосибирск)
Дом общества политкаторжан — жилой дом в стиле конструктивизма, построенный в 1933 году по проекту архитектора Б. А. Гордеева. Расположен в Центральном районе Новосибирска. Объект культурного наследия народов России регионального значения.

## История

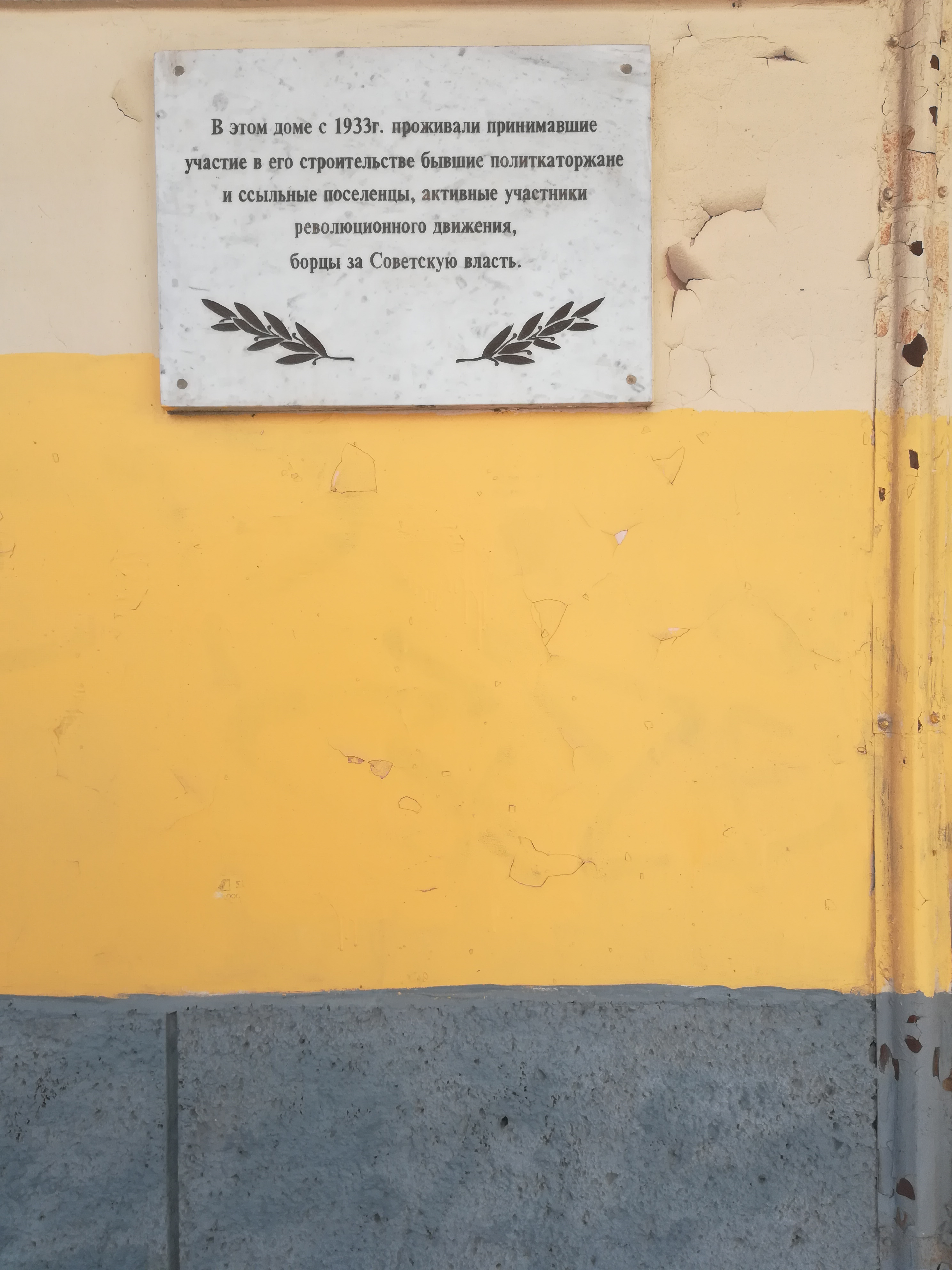
Мемориальная доска на стене дома

Общество бывших политкаторжан и ссыльнопоселенцев было создано в Москве в 1921 году, в 1924 году был принят устав общества, оно стало всесоюзной организацией.
В 1929 году в целях улучшения непростых жилищных условий «Общества бывших политкаторжан» был создан жилищно-строительный кооператив «Политкаторжанин».
Строительство осуществлялась в основном на средства членов Общества, которые, кроме того, участвовали в постройке здания вместе со своими семьями.
Сооружение 60-квартирного дома началось в 1930 году. Здание должно было стать частью жилого комплекса в квартале № 95, образованного Красным проспектом, улицами Мичурина, Фрунзе и Журинской. В комплексе предусматривались библиотека и Музей каторги и ссылки.
Зимой 1933 года возведение дома было завершено. В 1935 году «Общество бывших политкаторжан» было ликвидировано, а здание переименовано в общежитие «Политкаторжанин» и вместе с находившимися в квартале № 95 деревянными домами и служебными постройками перешло в управление Крайсобеса, заселение в дом стало происходить под контролем этой организации. Библиотека общества также была передана Крайсобесу, впрочем, за членами общества должно было остаться право ею пользоваться. Собранные для музея экспонаты были отданы Краевому музею, архивы — Краевому архивному управлению. В 1937—1938 годах более чем половина бывших ссыльнопоселенцев и политкаторжан Новосибирска подверглись репрессиям.

## Описание
Г-образное здание северным торцом выходит на красную линию улицы Фрунзе. Западный фасад дома обращён к зданию по Красному проспекту № 52 (Новосибирский государственный медицинский университет), восточный — к дому № 8 по улице Фрунзе. С южной стороны от Дома политкаторжан находится здание по улице Романова № 33.
Здание стоит на бутовых ленточных фундаментах, под ним находится большой подвал. Цоколь сделан из кирпича и доходит до окон первого этажа. Перекрытия деревянные. Крыша чердачная и двускатная. Приблизительный карнизный свес — 0,5 м.
Характерными архитектурными элементами дома являются рисунок оконных переплётов, деревянные витражи лестничных клеток, деревянное балконное ограждение из горизонтальных реек.

## Известные жители

До самой кончины 12 июня 1942 года проживала в этом доме эвакуированная из Москвы в ноябре 1941 года известная революционерка А. В. Якимова-Диковская., с 1937 года жил Селиверст Иванович Якушев — видный партийный и хозяйственный деятель.

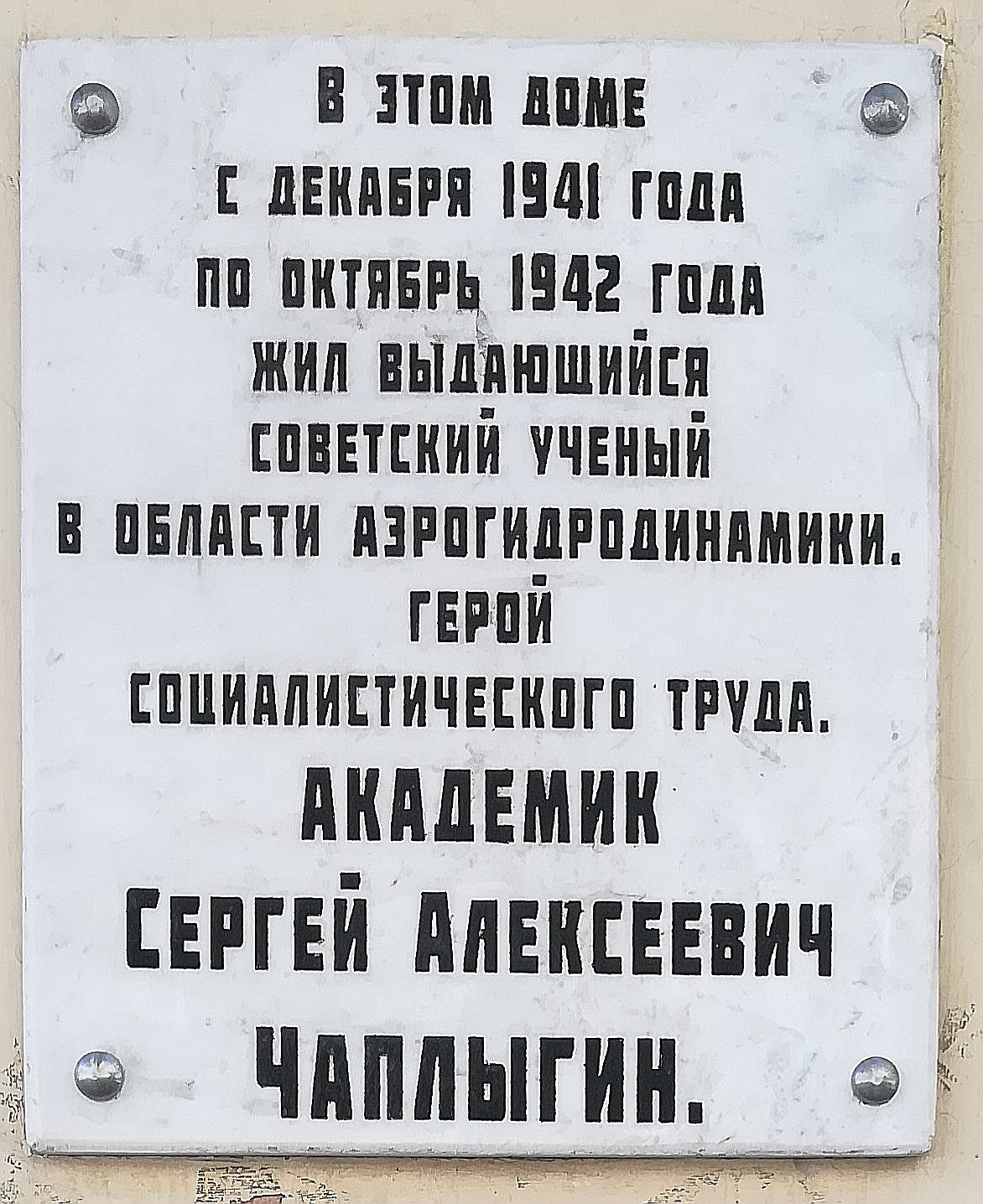

- Сергей Алексеевич Чаплыгин (1869—1942) — известный русский и советский учёный, один из основателей современной аэромеханики и аэродинамики. Жил в доме с декабря 1941 по октябрь 1942 года. На здании установлена мемориальная доска[7].